# Oberpleis
Oberpleis ist ein Stadtteil von Königswinter, der auf der dem Rhein abgewandten Seite des Siebengebirges im Pleiser Hügelland liegt. Der Stadtteil Oberpleis mit umliegenden Orten hat 8878 Einwohner, der Ortsteil selbst 4285 (Stand: 30. September 2022) und gehört damit zu den größten Königswinters. Durch die Nähe zu Bonn, die Lage an der Bundesautobahn 3, die Nähe zum ICE-Bahnhof Siegburg und die Nähe des Wald- und Naturschutzgebietes Siebengebirge ist Oberpleis ein seit Jahren wachsender Wohnort.

## Geschichte

### Fronhof und Propstei

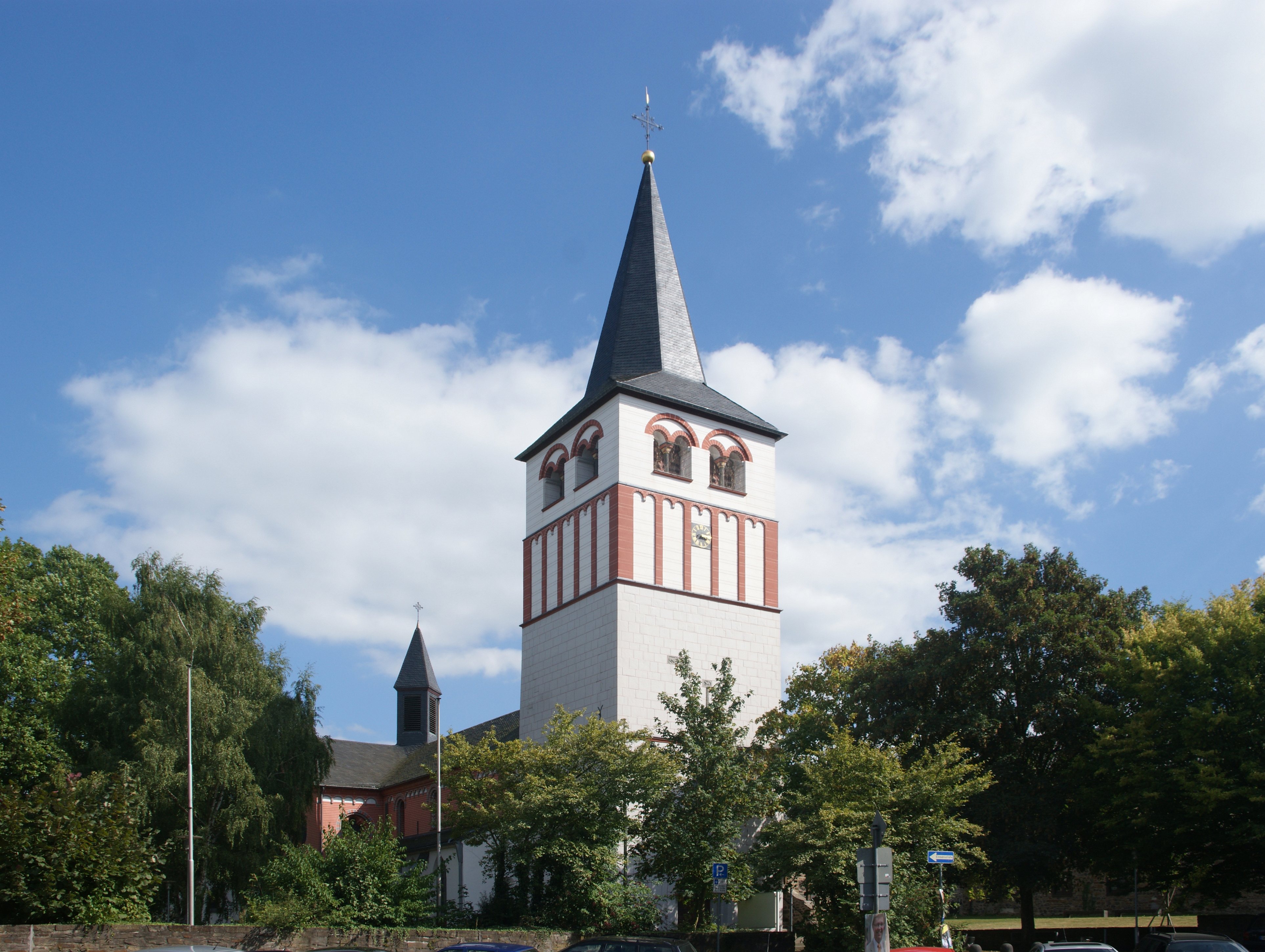
Die alte Ortsmitte mit der ehemaligen Propsteikirche St. Pankratius

Der Oberpleiser Fronhof, die Keimzelle des Ortes, ist vermutlich zur Zeit der Rodungen im 8. und 9. Jahrhundert entstanden. Oberpleis wird urkundlich zum ersten Mal im Jahr 859 als Pleisa superior erwähnt. Der 948 festgelegte Zehntbezirk entsprach in etwa dem Gebiet der späteren Gemeinden Oberpleis und Aegidienberg.
Älteste geistliche Institution im Pleiser Hügelland war das Stift St. Cassius in Bonn. Die Grundherrschaft Oberpleis mit Eigenkirche wurde um 1060, wohl aus pfalzgräflichem Besitz stammend, von Erzbischof Anno II. von Köln der von ihm neugegründeten Abtei Siegburg zugewiesen. Vor 1105 wurde die Siegburger Propstei Oberpleis mit Fronhof gegründet, die im 12. Jahrhundert mit der Bestätigung der Gerichtshoheit 1182 eine eigene Landesherrlichkeit errichten konnte. Als Vögte erwählte sie die Grafen von Berg. Die zu Anfang des 12. Jahrhunderts erbaute Propsteikirche St. Pankratius erlitt während des Thronfolgestreites Schäden. Zur besseren finanziellen Ausstattung wurde 1206 der Propstei die Pfarrei mit ihren Einnahmen unterstellt. Die Baumaßnahmen in der ersten Hälfte des 13. Jahrhunderts beinhalteten eine völlige Neugestaltung der Kirche, was zu einer hohen Verschuldung führte.
Bis um 1450 war der Abt von Siegburg der Landesherr, bis ihn der Herzog von Berg ablöste. Das Kirchspiel Oberpleis gehörte seitdem bis 1806 zum Amt Blankenberg und setzte sich aus zuletzt fünf Honschaften zusammen: „Alte Honschaft“ (Oberpleis mit Frohnhardt), Berghausen, Hasenpohl, Oberhau (im 17. Jahrhundert entstanden aus den zwei Honschaften Gratzfeld und Eudenbach) und Wahlfeld.
Das klösterliche Leben verfiel im Spätmittelalter, und spätestens im 16. Jahrhundert lebte nur noch der Propst in den Gebäuden.
Im Zuge des Jülich-Klevischen Erbfolgestreites und im Dreißigjährigen Krieg plünderten 1615 und 1632 fremde Truppen Oberpleis. Während des Spanischen Erbfolgekrieges (1701–1714) drangen 1703 französische Truppen in Oberpleis ein und verschleppten den Propst nach Bonn.
In der Säkularisation 1803 fiel die Propstei an den Staat, der die Propsteikirche St. Pankratius der Pfarrgemeinde 1805 als Pfarrkirche überließ. Die alte Pfarrkirche wurde 1820 abgerissen.

### Die Gemeinde Oberpleis 1816 bis 1969

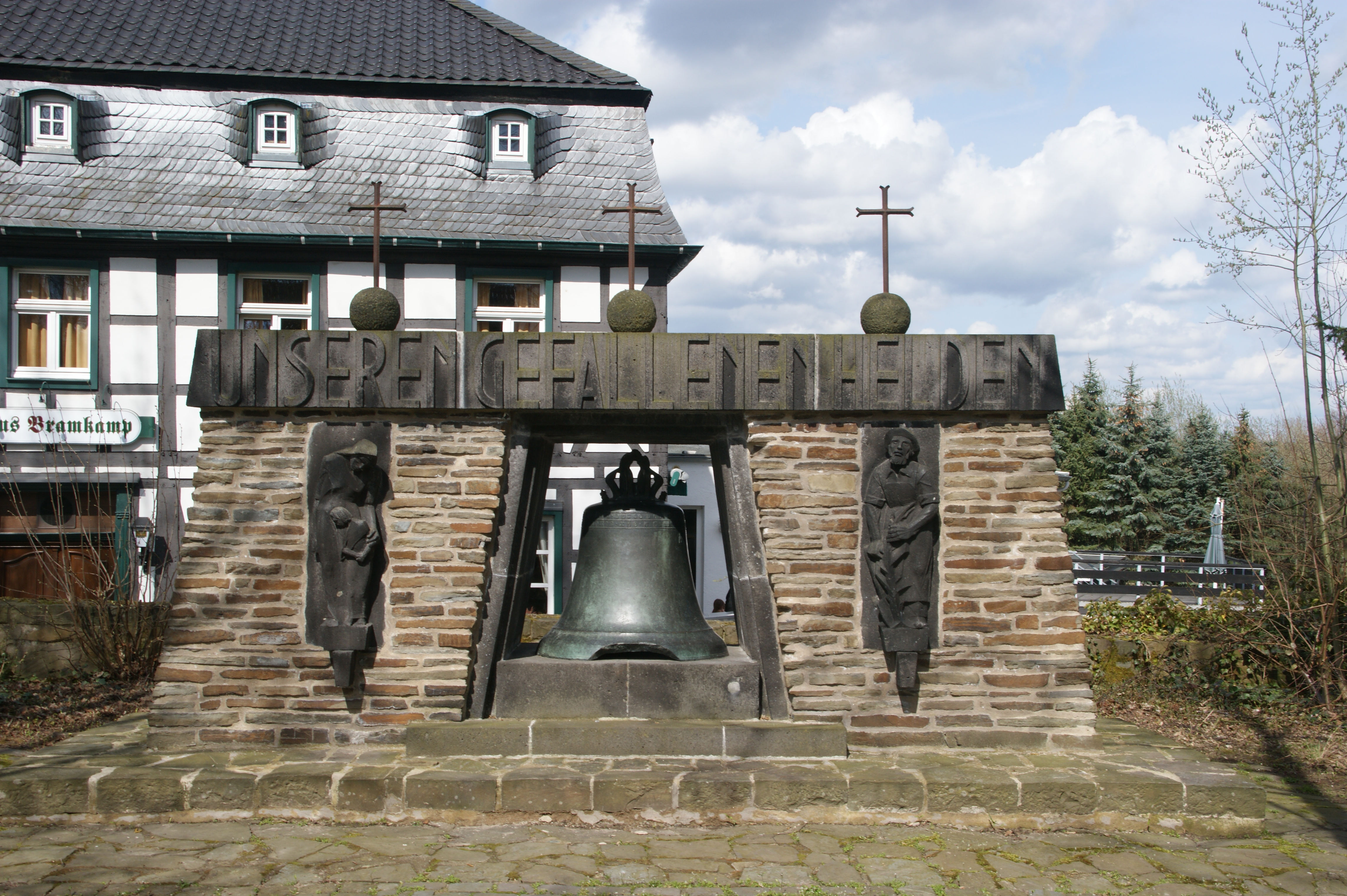
Denkmal auf dem Kirchenvorplatz

Die Gemeinde Oberpleis gehörte von 1816 bis 1969 zur Bürgermeisterei Oberpleis (ab 1927 „Amt Oberpleis“) im Siegkreis. 1841 verlegte man den Sitz der Bürgermeisterei von Oberpleis nach Stieldorf. 1845/1846 wurden die Gemeinden Berghausen, Hasenpohl, Oberhau, Oberpleis und Wahlfeld mit Einführung einer neuen Gemeindeordnung in die neu gebildete, politisch selbständige Gemeinde Oberpleis eingegliedert.
Laut den Ergebnissen der Volkszählung 1885 hatte die Gemeinde Oberpleis eine Fläche von 3577 ha, davon 1978 ha Acker-, 251 Wiesen- und 1115 Waldfläche. Die Gemeinde umfasste 1885 63 Wohnplätze mit 814 Wohngebäuden (einschließlich unbewohnter), in denen 3693 Einwohner (1841 Männer und 1852 Frauen) in 778 Haushaltungen und lebten. Neben 3652 Katholiken gab es 28 Bürger evangelischen und 13 jüdischen Glaubens.
Zu den Ortschaften gehörten neben Oberpleis Auel, Bellinghausen, Bellinghauserhof, Bellinghauserhohn, Bennerscheid, Bennerth, Berghausen, Blankenbach, Bönnschenhof, Boseroth, Busch, Dahlhausen, Eisbach, Elsfeld, Eudenbach, Eudenberg, Faulenbitze, Freckwinkel, Frohnhardt, Gratzfeld, Grengelsbitze, Harperoth, Hartenberg, Hasenboseroth, Herresbach, Hünscheid (Höhnscheid), Hühnerberg, Jüngsfeld, Kappesbungert, Kellersboseroth, Kippenhohn, Kochenbach, Komp, Kotthausen, Kurenberg, Limperich(sberg), Mettelsiefen, Niederbuchholz, Nonnenberg, Pleiserhohn, Pützbroichen, Pützstück, Quirrenbach, Rostingen, Rübhausen, Ruttscheid, Sand, Sandscheid, Sassenberg, Schneperoth, Schwirzpohl, Siefen, Sonderbusch, Steinringen, Thelenbitze, Thomasberg, Uthweiler, Wahlfeld, Waschpohl, Weiler, Wiese und Willmeroth.
1967 hatte Oberpleis 8.695 Einwohner, von denen 536 in der Land- und Forstwirtschaft, 1.538 im verarbeitenden Gewerbe und 1.051 im Dienstleistungsbereich tätig waren. 1.425 Auspendlern standen 325 Einpendler gegenüber. In 18 Industriebetrieben waren 704 Mitarbeiter beschäftigt. An öffentlichen Einrichtungen waren 1967 vorhanden: 5 Volksschulen, eine Realschule, ein Freibad, 3 Sportplätze, 3 Turnhallen, ein Kindergarten und 5 Büchereien.
Am 1. August 1969 wurde Oberpleis in die Stadt Königswinter eingegliedert.

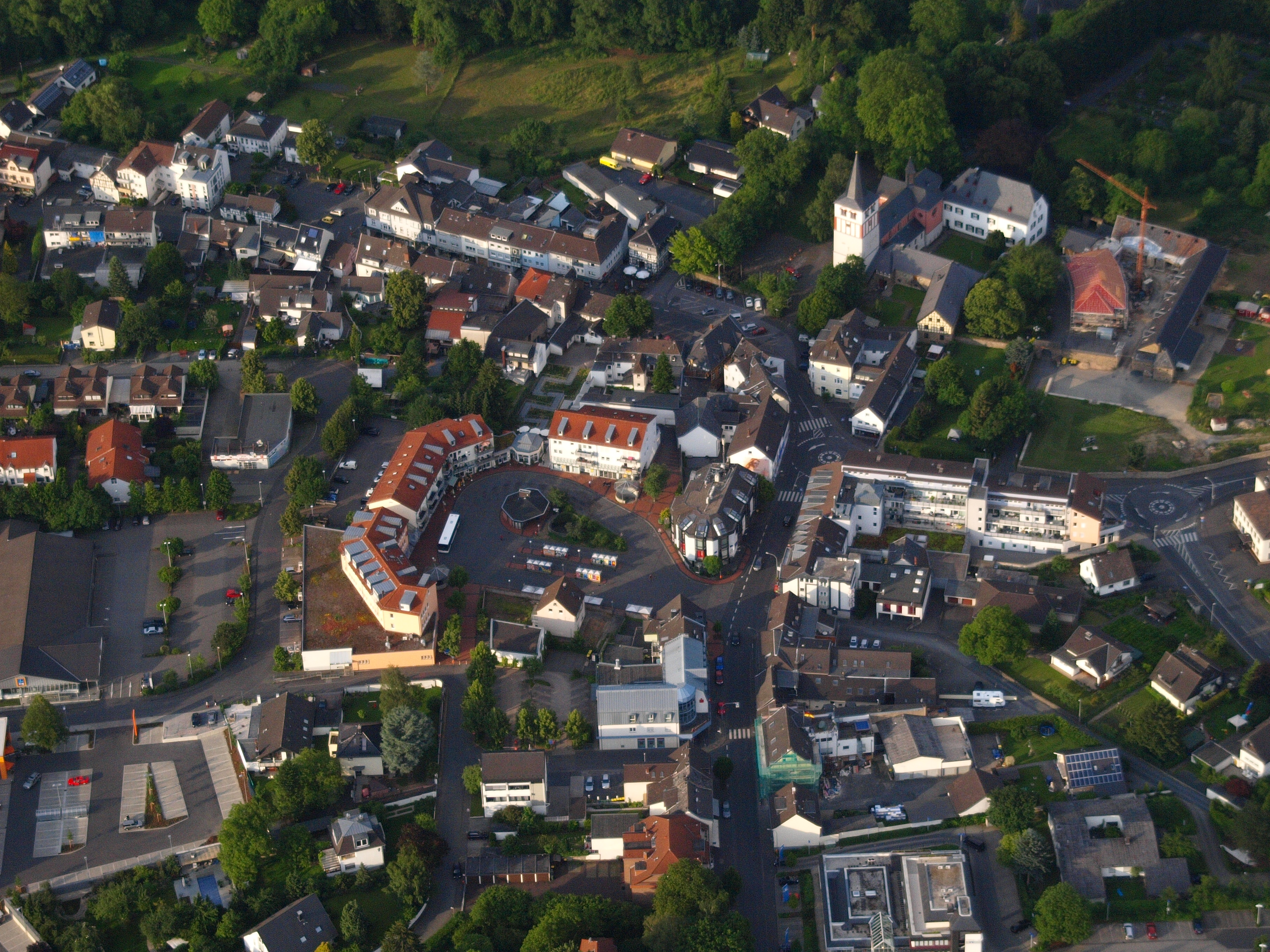
Oberpleis Ortsmitte

### Einwohnerentwicklung
| Jahr | Einwohner |
| ---- | --------- |
| 1816 | 2919      |
| 1843 | 3822      |
| 1871 | 3623      |
| 1905 | 4247      |
| 1961 | 7048      |

## Wirtschaft und Infrastruktur
Die Wirtschaft sowohl der Gemeinde als auch des Amtes Oberpleis war bis weit in das 20. Jahrhundert hinein von der Landwirtschaft geprägt. Ende des 19. Jahrhunderts entstanden Baumschulen, die weit über die Region und im Ausland bekannt waren. Es entstanden mehrere Basaltsteinbrüche in der Umgebung. Durch den Bau der Straße von Niederdollendorf nach Kircheib 1853 erhielt Oberpleis eine bessere Anbindung an das Rheintal und die über die Höhen führende Straße von Frankfurt nach Köln (heutige Bundesstraße 8).  1910 wurden in der Gemeinde Oberpleis 4446 Einwohner registriert.
Vor allem zum Abtransport des Basalts diente die Strecke Niederpleis-Oberpleis der späteren Rhein-Sieg-Eisenbahn (RSE), die im Jahr 1893 eröffnet und ein Jahr später bis Herresbach, 1902 bis Rostingen erweitert wurde. Über diese Privatbahn hatte die Region Anschluss an die Staatsbahn. Der ohnehin nicht an erster Stelle stehende Personenverkehr ging im Laufe des 20. Jahrhunderts mit dem verstärkten Ausbau der Buslinien zurück. 1962 legte die RSE schließlich die gesamte Strecke still.
Von 1971 bis 1980 entstand das Schulzentrum Oberpleis, ursprünglich mit einer dreizügigen Realschule und einem vierzügigen Gymnasium. Die Hauptschule sowie die Realschule sind auslaufende Schulen, eine neue integrierte Gesamtschule befindet sich im Aufbau. Die Anlage umfasst auch eine Aula, zwei Turnhallen und ein Hallenbad, welches jedoch inzwischen durch eine schulinterne Mensa und ein Selbstlernzentrum ersetzt wurde.

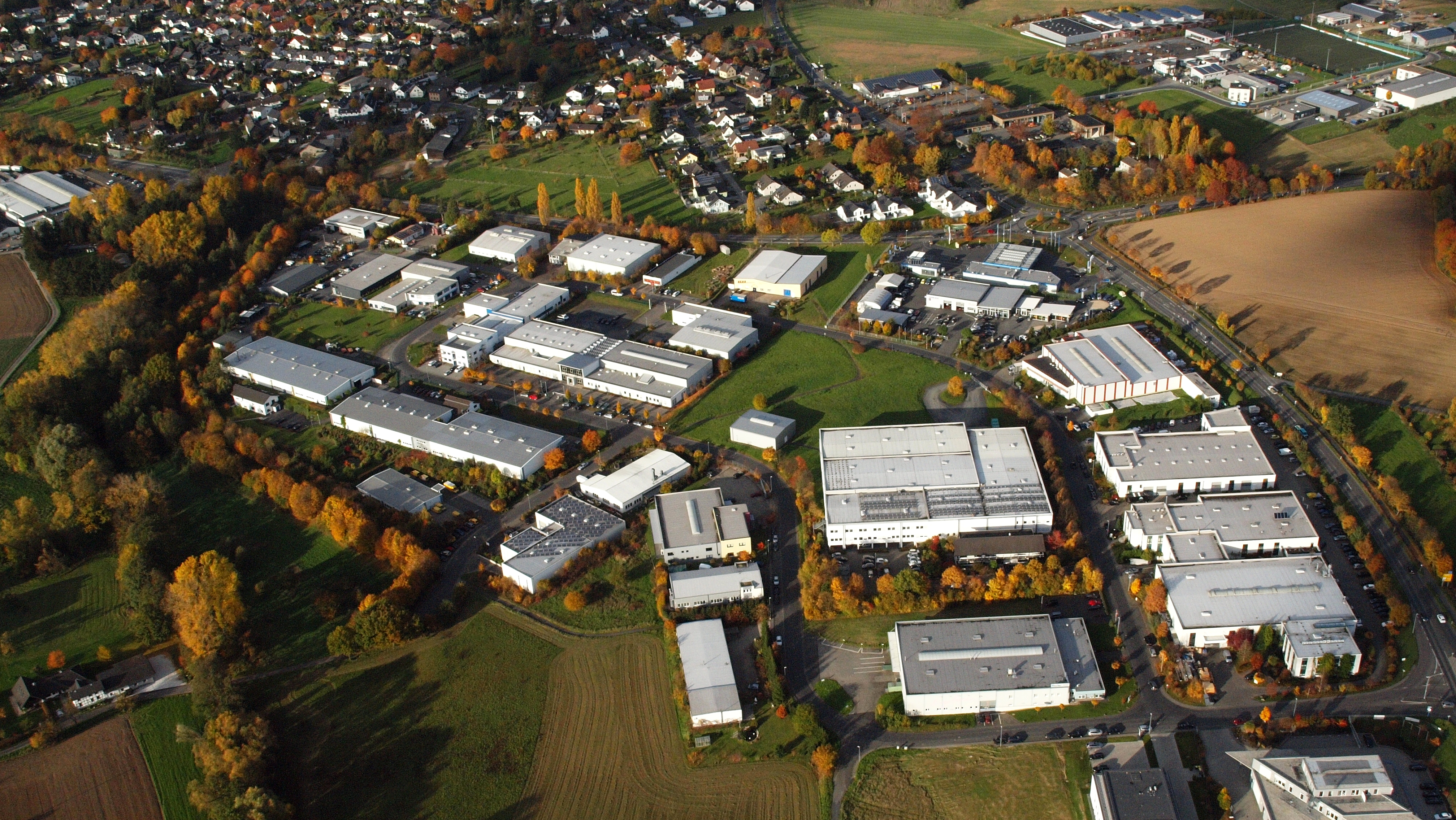
Oberpleis, Gewerbegebiet, Luftaufnahme (2015)

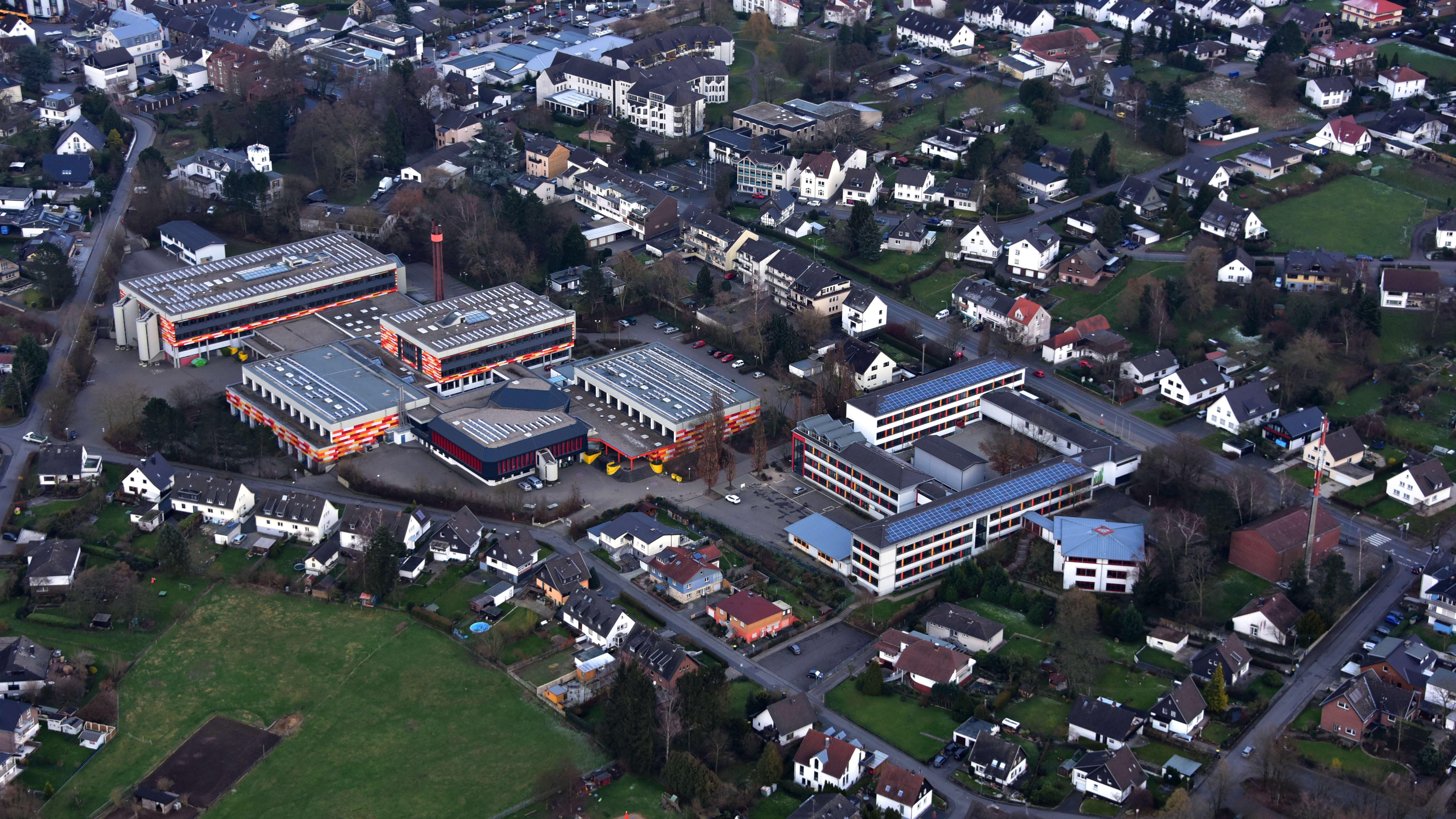
Gymnasium, Hauptschule, Realschule, Luftaufnahme (2016)

Das Freizeitzentrum Siebengebirge wurde 1935 als Strandbad am Lützbach gegründet und hieß bis 1984 Strandbad Oberpleis.

## Persönlichkeiten
- Axel Bellinghausen (* 1983), Fußballprofi
- Peter Buchholz (1888–1963), Gefängnisseelsorger, Prälat, Ehrenbürger
- Joachim Hartung (1948–2014), Mathematiker und Professor für Statistik, Thomas-L.-Saaty-Preisträger
- Werner Heinen (1896–1976), Biologe und Schriftsteller
- Ewald Könsgen (* 1941), mittellateinischer Philologe und Hochschullehrer, geboren in Oberpleis
- Jeannine Michaelsen (* 1981), Moderatorin und Fernsehschauspielerin
- Heinrich Raderschall (1916–2010), Gartenarchitekt, geboren in Oberpleis
- Hans Bernhard Wichert (1897–1967), Pfarrer, Ehrenbürger[13]
- Lothar H. Wieler (* 1961), Präsident des Robert Koch-Instituts[14]